# Dolomedes transfuga
Dolomedes transfuga là một loài nhện trong họ Pisauridae.
Loài này thuộc chi Dolomedes. Dolomedes transfuga được Mary Agard Pocock miêu tả năm 1899.